# Roma Open
Il Roma Open, noto anche come Garden Open, è un torneo professionistico di tennis giocato sulla terra rossa, che fa parte dell'ATP Challenger Tour. Si disputa annualmente al Tennis Club Garden di Roma in Italia, dal 1996 (come Satellite dal 1996 al 1999 e nel 2001, come Futures nel 2000 e come Challenger dal 2002).
Sia nel singolare che nel doppio il record di titoli si ferma a due trofei, per Aljaž Bedene nel singolare, e per Amir Hadad, Flavio Cipolla, Andreas Mies, Sadio Doumbia, e Fabien Reboul nel doppio, questi ultimi due in coppia.

## Albo d'oro

### Singolare
| Anno     | Campione                              | Finalista                             | Punteggio                             |
| -------- | ------------------------------------- | ------------------------------------- | ------------------------------------- |
| 2025     | Matteo Gigante                        | Vilius Gaubas                         | 6–2, 3–6, 6–4                         |
| 2024     | Alejandro Moro Cañas                  | Vilius Gaubas                         | 7–5, 6–3                              |
| 2023     | Sumit Nagal                           | Jesper de Jong                        | 6–3, 6–2                              |
| 2022     | Franco Agamenone                      | Gian Marco Moroni                     | 6–1, 6–4                              |
| 2021 (2) | Juan Manuel Cerúndolo                 | Flavio Cobolli                        | 6–2, 3–6, 6–3                         |
| 2021 (1) | Andrea Pellegrino                     | Hugo Gaston                           | 3–6, 6–2, 6–1                         |
| 2020     | Annullato per la pandemia di COVID-19 | Annullato per la pandemia di COVID-19 | Annullato per la pandemia di COVID-19 |
| 2019     | Henri Laaksonen                       | Gian Marco Moroni                     | 6(2)–7, 7–6(2), 6–2                   |
| 2018     | Adam Pavlásek                         | Laslo Đere                            | 7–6(1), 6(9)–7, 6–4                   |
| 2017     | Marco Cecchinato                      | Jozef Kovalík                         | 6–4, 6–4                              |
| 2016     | Kyle Edmund                           | Filip Krajinović                      | 7–6(2), 6–0                           |
| 2015     | Aljaž Bedene (2)                      | Adam Pavlásek                         | 7–5, 6–2                              |
| 2014     | Julian Reister                        | Pablo Cuevas                          | 6–3, 6–2                              |
| 2013     | Aljaž Bedene (1)                      | Filippo Volandri                      | 6–4, 6–2                              |
| 2012     | Jerzy Janowicz                        | Gilles Müller                         | 7–6(3), 6–3                           |
| 2011     | Simone Bolelli                        | Eduardo Schwank                       | 2–6, 6–1, 6–3                         |
| 2010     | Federico Delbonis                     | Florian Mayer                         | 6–4, 6–3                              |
| 2009     | Daniel Köllerer                       | Andreas Vinciguerra                   | 6–3, 6–3                              |
| 2008     | Eduardo Schwank                       | Éric Prodon                           | 6–3, 6(2)–7, 7–6(3)                   |
| 2007     | Thierry Ascione                       | Victor Crivoi                         | 6–3, 6–3                              |
| 2006     | Oliver Marach                         | Adrian Ungur                          | 4–6, 6–4, 7–5                         |
| 2005     | Olivier Patience                      | Florent Serra                         | 7–6(4), 7–5                           |
| 2004     | Nicolas Coutelot                      | Guillermo García López                | 5–7, 7–5, 6–2                         |
| 2003     | Giorgio Galimberti                    | Victor Hănescu                        | 6–2, 6–4                              |
| 2002     | Martín Vassallo Argüello              | Filippo Volandri                      | 6–4, 6–0                              |

### Doppio
| Anno     | Campioni                                | Finalisti                                  | Punteggio                             |
| -------- | --------------------------------------- | ------------------------------------------ | ------------------------------------- |
| 2025     | Erik Grevelius Adam Heinonen            | Marco Bortolotti Giorgio Ricca             | 7–6(2), 7–5                           |
| 2024     | Luke Johnson Skander Mansouri           | Lorenzo Rottoli Samuel Vincent Ruggeri     | 6–2, 6–4                              |
| 2023     | Nicolás Barrientos Francisco Cabral     | Andrej Golubev Denys Molčanov              | 6–3, 6–1                              |
| 2022     | Jesper de Jong Bart Stevens             | Sadio Doumbia Fabien Reboul                | 3–6, 7–5, [10–8]                      |
| 2021 (2) | Sadio Doumbia (2) Fabien Reboul (2)     | Guido Andreozzi Guillermo Durán            | 7–5, 6–3                              |
| 2021 (1) | Sadio Doumbia (1) Fabien Reboul (1)     | Paolo Lorenzi Juan Pablo Varillas          | 7–6(5), 7–5                           |
| 2020     | Annullato per la pandemia di COVID-19   | Annullato per la pandemia di COVID-19      | Annullato per la pandemia di COVID-19 |
| 2019     | Philipp Oswald Filip Polášek            | Nikola Ćaćić Adam Pavlásek                 | Walkover                              |
| 2018     | Kevin Krawietz Andreas Mies (2)         | Sander Gillé Joran Vliegen                 | 6–3, 2–6, [10–4]                      |
| 2017     | Andreas Mies (1) Oscar Otte             | Kimmer Coppejans Márton Fucsovics          | 4–6, 7–6(12), [10–8]                  |
| 2016     | Bai Yan Li Zhe                          | Sander Arends Tristan-Samuel Weissborn     | 6–3, 3–6, [11–9]                      |
| 2015     | Dustin Brown František Čermák           | Andrés Molteni Marco Trungelliti           | 6–1, 6–2                              |
| 2014     | Radu Albot Artem Sitak                  | Andrea Arnaboldi Flavio Cipolla            | 4–6, 6–2, [11–9]                      |
| 2013     | Andre Begemann Martin Emmrich           | Philipp Marx Florin Mergea                 | 7–6(4), 6–3                           |
| 2012     | Jamie Delgado Ken Skupski               | Adrián Menéndez Maceiras Walter Trusendi   | 6–1, 6–4                              |
| 2011     | Juan Sebastián Cabal Robert Farah       | Santiago González Travis Rettenmaier       | 2–6, 6–3, [11–9]                      |
| 2010     | Mario Ančić Ivan Dodig                  | Juan Pablo Brzezicki Rubén Ramírez Hidalgo | 4–6, 7–6(8), [10–4]                   |
| 2009     | Simon Greul Christopher Kas             | Johan Brunström Jean-Julien Rojer          | 4–6, 7–6(2), [10–2]                   |
| 2008     | Flavio Cipolla (2) Simone Vagnozzi      | Paolo Lorenzi Giancarlo Patrazzuolo        | 6–3, 6–3                              |
| 2007     | Flavio Cipolla (1) Marcel Granollers    | Stefano Galvani Manuel Jorquera            | 3–6, 6–1, [11–9]                      |
| 2006     | Konstantinos Economidis Amir Hadad (2)  | Manuel Jorquera Giancarlo Patrazzuolo      | 6–4, 4–6, [10–5]                      |
| 2005     | Manuel Jorquera Dmitrij Tursunov        | Victor Ioniţă Răzvan Sabău                 | 1–6, 7–6(4), 6–4                      |
| 2004     | Kornél Bardóczky Gergely Kisgyörgy      | Daniele Giorgini Manuel Jorquera           | 7–6(4), 4–6, 6–4                      |
| 2003     | Amir Hadad (1) Martín Vassallo Argüello | Manuel Jorquera Diego Moyano               | 6–4, 3–6, 6–3                         |
| 2002     | Gabriel Trifu Vladimir Volčkov          | Sergio Roitman Andrés Schneiter            | 6–1, 6–2                              |